# Ctenus haina
Ctenus haina este o specie de păianjeni din genul Ctenus, familia Ctenidae, descrisă de Alayón în anul 2004. Conform Catalogue of Life specia Ctenus haina nu are subspecii cunoscute.